# Blood on Méliès' Moon
Pour plus de détails, voir Fiche technique et Distribution.
Blood on Méliès' Moon, également connu sous le titre La porta sui mondi, est un film d'épouvante fantastique italien réalisé par Luigi Cozzi, sorti directement en vidéo en 2016.

## Synopsis
L'histoire nous apprend qu'en France, en 1890, l'inventeur Louis Aimé Augustin Le Prince, après avoir breveté une machine permettant de filmer des images en mouvement et de les projeter en grand sur un écran, disparaît dans des circonstances mystérieuses : on n'a plus entendu parler de lui et de son invention depuis lors. Cinq ans plus tard, les frères Lumière, à Lyon, font breveter une machine très semblable à celle de Le Prince, appelée « Le Cinématographe » : depuis lors, 1895 est universellement considéré comme la date officielle de la naissance du cinéma. Mais une énigme demeure : qu'est-il arrivé à ce Louis Le Prince ? Et où ont-ils fini, lui et son invention brevetée ? Jusqu'à présent, ce mystère est resté non résolu. Mais voici que, dans la Rome de 2015, s'ouvre soudain la « Porte des mondes » et d'un univers parallèle vient la réponse à cette énigme.

## Fiche technique
- Titre original italien : Blood on Méliès' Moon ou La porta sui mondi[1]
- Réalisateur : Luigi Cozzi
- Scénario : Luigi Cozzi, Giulio Leoni, Alexandre Jousse
- Photographie : Francesca Paolucci, Andrea Pieroni (it), Frank Guerin
- Montage : Vittorio Viscardi
- Musique : Simone Martino
- Effets spéciaux : Jean-Manuel Costa, Vittorio Viscardi, Andrea Pieroni (it)
- Décors : Maria Letizia Sercia
- Costumes : Maria Letizia Sercia
- Maquillage : Angela Sercia
- Production : Maria Letizia Sercia
- Société de production : Profondo Rosso
- Société de distribution : Profondo Rosso
- Pays de production :  Italie
- Langue originale : italien
- Format : Couleurs
- Durée : 111 minutes
- Genre : Film d'épouvante fantastique
- Dates de sortie :
  - Belgique : 9 avril 2016 (Festival international du film fantastique de Bruxelles)
  - Italie : 5 novembre 2016 (Trieste Science+Fiction Festival (it)) ; 2017 (visa délivré le 16 mai 2017[1])
- interdit aux moins de 12 ans

## Distribution
- Luigi Cozzi : lui-même
- Philippe Beun-Garbe :
- Alessia Patregnani :
- Barbara Magnolfi :
- Dario Argento : lui-même
- Lamberto Bava : lui-même
- Alessandra Maravia :
- Sharon Alessandri :
- Federico Cerini :
- Luigi Schettini :
- David Kirk Traylor : Georges Méliès
- Chiara Pavoni :
- Riccarda Leoni :
- Antonio Tentori : lui-même
- Fabio Giovannini : lui-même
- Luigi Pastore : lui-même
- Mina Presicci :
- Maria Cristina Mastrangeli :
- Sebastiano Fusco :